# Донаев, Базар
Базар Донаев — советский хозяйственный деятель, Герой Социалистического Труда.

## Биография
Родился в 1928 году. Член КПСС.
В 1942—1988 гг. — колхозник колхоза «Коминтерн», бригадир колхоза «Октябрь» Нарпайского района Самаркандской области.
Указом Президиума Верховного Совета СССР от 26 февраля 1981 года присвоено звание Героя Социалистического Труда с вручением ордена Ленина и золотой медали «Серп и Молот».
Избирался депутатом Верховного Совета Узбекской ССР 10-го созыва.
Умер после 1988 года.